# Schwalm-Eder
El Districte de Schwalm-Eder, en alemany Schwalm-Eder-Kreis, és una divisió administrativa d'Alemanya situada a l'Estat Federat de Hessen. Es tracta d'un districte (Kreis) rural (Landkreise) que té per capital la ciutat d'Homberg (Efze).

## Situació geogràfica
El districte de Schwalm-Eder és situat al nord del Land de Hessen, al Regió de Kassel. El districte limita al nord amb el Districte de Kassel, a l'est amb el Districte de Werra-Meißner i al Districte de Hersfeld-Rotenburg, a l'oest amb el Districte de Waldeck-Frankenberg i al Districte de Marburg-Biedenkopf i al sud amb el Districte de Vogelsberg.

## Divisions administratives
Els districte és format per 27 entitats administratives, 11 d'aquestes tenen el títol de ciutat (Stadt):
(Habitants a 31 de desembre de 2006)
| Ciutats - 1. Borken (Hessen) (13.388) - 2. Felsberg (10.940) - 3. Fritzlar (14.622) - 4. Gudensberg (9.112) - 5. Homberg (Efze) (14.621) - 6. Melsungen (14.586) - 7. Neukirchen (7.533) - 8. Niedenstein (5.545) - 9. Schwalmstadt (19.075) - 10. Schwarzenborn (1.158) - 11. Spangenberg (6.446) | Municipis - 1. Bad Zwesten (4.175) - 2. Edermünde (7.319) - 3. Frielendorf (8.024) - 4. Gilserberg (3.354) - 5. Guxhagen (5.341) - 6. Jesberg (2.622) - 7. Knüllwald (4.895) - 8. Körle (2.943) - 9. Malsfeld (4.231) - 10. Morschen (3.826) - 11. Neuental (3.341) - 12. Oberaula (3.332) - 13. Ottrau (2.429) - 14. Schrecksbach (3.330) - 15. Wabern (7.607) - 16. Willingshausen (5.287) |

## Districtes agermanats
- Berlín-Mitte, des de 1961,
- Kajaani, Finlàndia, des de 1973,
- Sedgemoor, Anglaterra, des de 1979,
- Piła (Powiat Piłski), Polònia, des de 2000.